# Salvatore Matano
Salvatore Ronald Matano, né le 15 septembre 1946 à Providence (Rhode Island), est un prélat américain, évêque de Rochester depuis 2013, après avoir été celui de Burlington.

## Biographie
Salvatore Matano naît à Providence (Rhode Island) de Salvatore et Mary (née Santaniello) Matano, d'origine italo-américaine. Après avoir poursuivi ses études à La Salle Academy de Providence puis au séminaire Notre-Dame de Providence, où il obtient son bachelor's degree en philosophie, il est ordonné prêtre par Hickey le 17 décembre 1971. Il poursuit ensuite ses études à Rome à la Grégorienne, dont il est licencié en sacrée théologie (1972), puis il est docteur en droit canon (1983).
Il devient vicaire à Johnston (1972–1973)  et professeur à son alma mater de Notre-Dame de Providence (1972–1977) avant de devenir directeur du personnel du diocèse en 1977. L'abbé Matano devient chancelier assistant en 1980. Il poursuit ses études à Rome jusqu'en 1983. À son retour, il est co-chancelier jusqu'en 1991, puis secrétaire de la nonciature de Washington, auprès de Agostino Cacciavillan.
Salvatore Matano est nommé vicaire général du diocèse de Providence et modérateur de la curie de 1992 à 1997, puis retourne à un travail pastoral en étant curé de Saint-Sébastien de Providence jusqu'en 2000. Parallèlement de 1995 à 2000, il enseigne la théologie au Providence College. En janvier 2000, Salvatore Matano retourne à la nonciature de Washington comme secrétaire du nonce Gabriel Montalvo Higuera. Il est élevé au titre honorifique de prélat de Sa Sainteté en 1985 et de protonotaire apostolique en 1993.

### Évêque de Burlington
Matano est nommé évêque coadjuteur de Burlington, le 3 mars 2005. Il est consacré le 19 avril suivant par le nonce,  Montalvo. Matano succède à Angell comme neuvième évêque de Burlington, le 9 novembre suivant. Il siège au comité directeur du St. John's Seminary du Massachusetts.

### Évêque de Rochester
Il est nommé évêque de Rochester dans l'État de New York, le 6 novembre 2013, et installé le 3 janvier 2014.